# Efate
Efate (en bislama, Efate; en anglès, Efate; en francès, Éfaté) és una illa de l'arxipèlag Vanuatu, del país homònim Vanuatu. És la més poblada (al voltant de 50.000 hab.) i per extensió (780 km²) és la tercera més gran de l'arxipèlag. La majoria dels habitants viuen a Port Vila, la capital del país.
Durant la Segona Guerra Mundial l'illa fou emprada com una important base militar dels Estats Units. El 2000 hi descobriren el cementiri més antic del Pacífic. Un conjunt de tombes daten de 3.000 anys aproximadament, i foren descobertes per casualitat quan se cercava informació sobre les grans migracions del poble Lapita.
Al nord d'Efate, es troben més illes petites: Ératoka, Lélépa, Nguna, Pelé i Emao. ératoka és una petita illa que de lluny pot semblar un gran barret surant. És el lloc on el llegendari rei Mata, amb les seves vint mullers, fou enterrat. Nguna, Pelé i Emao són estratovolcans, que formen el límit d'una caldera.